# بادپر زرد معمولی
بادپر زرد معمولی (نام علمی: Cymothoe egesta) نام یک گونه از سرده پروانه‌های بادپر است.